# Platycerus sugitai
Platycerus sugitai là một loài bọ cánh cứng trong họ Lucanidae. Loài này được Okuda & Fujita mô tả khoa học năm 1987.